# 布西
布西（法語：Bousies，法語發音：[buzi]）是法国上法蘭西大區北部省的一个市镇，属于埃尔普河畔阿韦讷区。

## 地理
布西（50°9'4"N, 3°36'57"E）面积9.88 平方千米，位于法国上法蘭西大區北部省，该省份为法国最北部的省份及最长的省份，西北濒北海，西接加来海峡省，南至埃纳省和索姆省，东与比利时接壤。
与布西接壤的市镇（或旧市镇、城区）包括：北部省普瓦、旺德日欧布瓦、克鲁瓦卡吕约、方丹欧布瓦、福雷昂康布雷西、罗贝萨尔、奥尔。

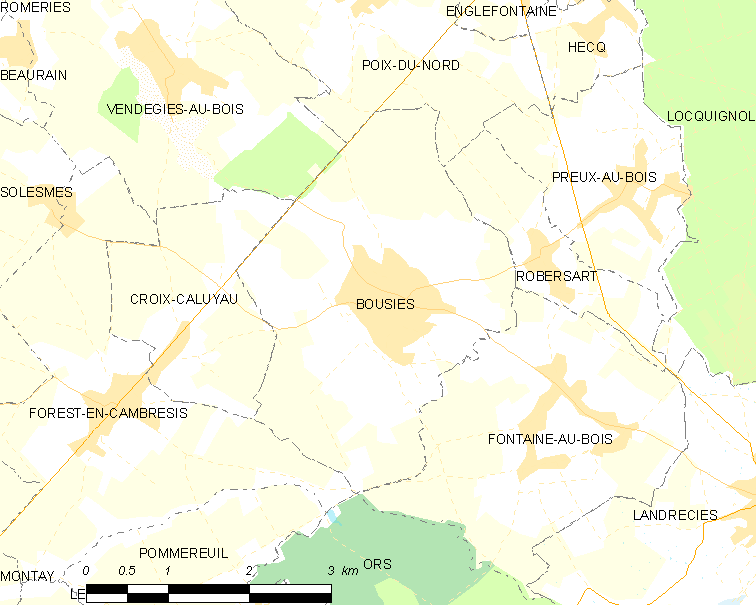
布西的OSM定位图

布西的时区为UTC+01:00、UTC+02:00（夏令时）。

## 行政
布西的邮政编码为59222，INSEE市镇编码为59099。

## 政治
布西所属的省级选区为埃尔普河畔阿韦讷县。

## 人口

1962-2008年间布西人口变化图示

布西于2022年1月1日时的人口数量为1770人。